# Юзефа Йотейко
Юзефа Йотейко (29 січня 1866, Почуйки — 24 квітня 1928, Варшава) — польська фізіолог, психолог, педагог і дослідник. Після закінчення бакалаврату в Женевському університеті вона вступила до медичної школи у Вільному університеті Брюсселя та отримала ступінь доктора медицини в 1896 році в Паризькому університеті. Вона відкрила медичну практику у Франції, але через два роки вирішила, віддати перевагу дослідженням, і повернулася до Брюсселя. Працюючи асистентом в Інституті фізіології Солвея, вона читає лекції та проводить дослідження втоми м'язів і нервової системи.
Вважаючи, що наука може вирішити суспільні проблеми, Юзефа Йотейко розширила свої дослідження, щоб вивчити, як наука може покращити життя працівників, водночас сприяючи підвищенню ефективності та продуктивності промисловості. Це змусило її провести дослідження про те, як навчальні заклади можуть оптимізувати потенціал своїх учнів за допомогою наукової методології. З 1904 року вона була президентом Бельгійського неврологічного товариства, і отримала численні нагороди за свої дослідження, включаючи премію Десмата Імператорської та Королівської академії Брюсселя, премію Дьєдонне. Крім того, вона часто отримувала нагороди Французької академії наук. У 1916 році Йотейко працювала у Колеж де Франс, ставши першою жінкою, яка читала лекції в закладі.
Повернувшись до Польщі після встановлення Другої польської республіки у 1919 році, Йотейко мала труднощі з пошуком повної роботи. Вона читала лекції в Національному педагогічному інституті та Національному інституті глухих у Варшаві, а потім була призначена директором Педагогічного інституту до його розпуску у 1926 році. Після цього працювала та читала лекції в Академії спеціальної педагогіки імені Марії Гжегожевської у Варшаві та Вільному польськоиу університеті, а також у різних комітетах урядових міністерств як радник з питань зайнятості та освіти. У 1926 році вона отримала докторський ступінь на медичному факультеті Варшавського університету, але хвороба обмежила її подальшу участь у дослідженнях. Вона вважається однією з тих, хто розробив систему шкільної освіти в Польщі.

## Раннє життя
Юзефа Францішка Йотейківна народилася 29 січня 1866 року в Почуйках, Романівська волость Сквирського повіту Київської губернії Російської імперії (нині село Почуйки Попільнянського району Житомирської області, Україна). Її батьками були Кароліна (уроджена Одровонж-Курзанська) та Люціан Йотейко. Її родина, яка включала сестру Зофію та двох братів Мечислава і Тадеуша, походила з поміщицької литовської шляхти та представників польської інтелектуальної еліти. Вона та її брати і сестри виросли у великому сімейному маєтку, але щоб покращити свої можливості для навчання, родина переїхала до Варшави у 1873 році, здавши майно в Почуйках в оренду.
Навчання Юзефа Йотейко почала у своєї матері та мадам Перозетт, репетиторки з французької мови. 1876 року сім'я переїжджає на вулицю Смольну, поблизу Сераковської школи–інтернату. Йотейко зарахували туди навчатися, однак вона відвідувала школу лише кілька місяців, оскільки мати Йотейко вважала, що вивчення лише природничих наук було недостатнім. Оскільки єдиним іншим варіантом навчання на той час для неї було відвідування державної школи, яка вимагала вивчення російської культури, її мати організувала приватні уроки вдома з польськими професорами. Після семи років навчання Йотейко готувалася складати іспит на приватного вчителя. Хоча вона володіла чотирма мовами та склала інші іспити, Йотейко не склала іспит з російської мови. Замість повторної здачі вона вирішила продовжити навчання за кордоном, оскільки жінкам було заборонено навчатися у Варшавському університеті.

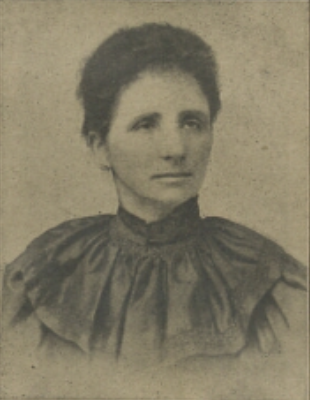

Вирішивши поїхати до Женеви, де жив її дядько по материнській лінії Зиґмунт Мілковський, Йотейко в 1886 році вступила до Женевського університету, щоб вивчати фізичні та біологічні науки. Приїхавши до Швейцарії, вона коротко підстригає волосся, носить пошиті сукні більш чоловічого стилю та, за чутками, курить. Вона зустріла колишню вчительку середньої школи Міхаліну Стефановську, з якою встановила особисті та професійні стосунки. Після двох років навчання вона отримала ступінь бакалавра наук і ненадовго повернувся до Варшави. Але у 1889 році вона разом з родиною переїхала до Брюсселя, де Йотейко вступила на медичний факультет Вільного університету Брюсселя.
Через хворобу її батька, родина змушена повернутися до Варшави у 1890 році. Йотейко не повернувся з ними, а переїхала до Парижа, де Стефановська вивчала фізіологію. За кілька місяців її батько помер, а сім'я опинилася під загрозою банкрутства. Йотейко ненадовго залишила Францію та поїхав до Санкт-Петербурга, щоб зайнятися фінансовими справами. Вона змогла врятувати частину сімейного капіталу і зі своєю часткою повернулася до Парижа і зняла квартиру зі Стефановською. Поступивши на медичні курси під керівництвом Шарля Робера Ріше в Паризькому університеті, Йотейко отримала ступінь доктора медицини в 1896 році, отримавши нагороду факультету за свою дисертацію «La fatigue et la respiration élémentaire du muscle» (Втома і елементарне м'язове дихання).

## Кар'єра

### Франція та Бельгія
Протягом наступних двох років Йотейко займалася медициною в Парижі, але виявила, що їй не подобається така рутина. У 1898 році вона прийняла пропозицію переїхати до Бельгії в якості асистента в Інституті фізіології Сольве. Вона також читала лекції з експериментальної психології в лабораторії Казимира у Новому університеті Брюсселя. У 1903 році вона стала директором лабораторії Казимира і протеже Гектора Дениса. Вона публікувала статті з фізіології та її дослідження впливу анестезії за допомогою ефіру або хлороформу на м'язи, нерви та нервову систему. Йотейко особливо цікавилася втомою м'язів і центральної нервової системи і все більше працювала над методами кількісного вимірювання втоми. Її наукові роботи були відзначені численними відзнаками, включаючи спільну нагороду у 1900 році з Казимиром Радзіковським за премію Десмат Імперської та Королівської академії Брюсселя; у 1901 році разом із Стефановською отримала премію Дьєдонне Бельгійської королевської медицинської академії та з Віктором Пашоном премію Монтьона Французької академії наук; а в 1903 році стала співномінантом з Полем-Емілем Гарньє та Полем Колонианом на премію Лаллемана Французької академії наук і премію Монітона разом зі Стефановською та Радзіковським.

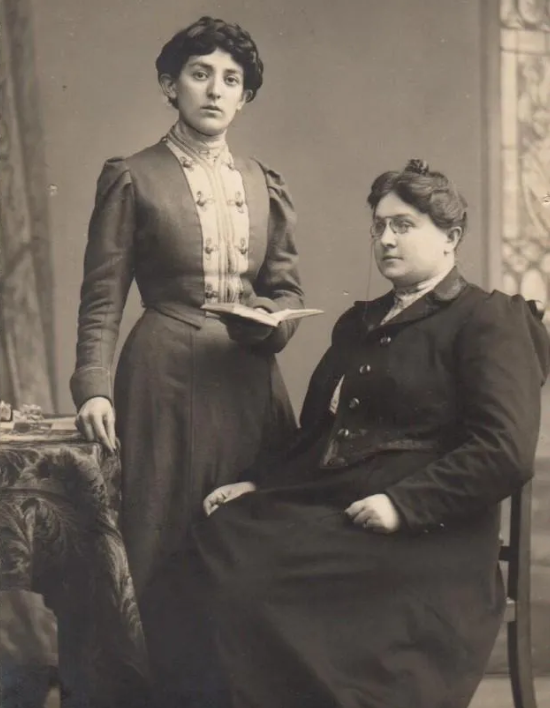
Юзефа Йотейко (сидить) і Варя Кіпіані, 1910 р

У 1904 році Йотейко стала президентом Бельгійського неврологічного товариства і головувала на конгресі організації в Льєжі наступного року. У 1906 році Стефановська покинула Париж і повернулася до Польщі. Вона стала директором жіночої середньої школи. Йотейко була рішуче проти того, щоб її партнерка поїхала, але Стефановська втомилася від досліджень і прагнула повернутися до викладання. Вона переконала Йотейко, яку вона називала своїм towarzyszka życia (супутником життя), обіцянкою, що вони зможуть писати листи та відвідувати одне одного. Хоча Йотейко продовжувала досліджувати фізіологію, вона почала читати лекції з педагогічної психології на вчительських семінарах у Шарлеруа та Монсі. У 1908 році вона заснувала та стала редактором журналу Revue Psychologique, який досліджував розробки в галузі психології з наукової та освітньої точки зору. Під час своєї роботи там вона познайомилася та почала співпрацювати з молодою грузинською вченою Варією Кіпіані, яка працювала секретарем журналу Revue. Жінки провели спільне дослідження вегетаріанства, якого вони обидві дотримувалися і 1908 року отримали премію Вернуа Національної Паризької академії медицини. Йотейко організовувала літні педологічні семінари, запрошуючи до участі міжнародних вчених. Йотейко та Стефановська опублікували свою останню спільну статтю «Психофізіологія болю», синтез своїх досліджень болю, у 1909 році.
Йотейко разом із соціальними реформаторами у Франції та Бельгії вважала, що наука може вирішити будь-які суспільні проблеми. Вона була переконаною феміністкою і вважала, що всі види робіт підходять як для чоловіків, так і для жінок. Співпрацюючи з Чарльзом Генрі, вона намагалася використати наукові дослідження та інструменти для побудови соціальних явищ і порівняння з біологічними даними. Вимірюючи та будуючи графіки, наприклад, фізичної та інтелектуальної втоми, Йотейко стверджувала, що військова підготовка може дати набагато кращий результат, якщо її обмежити шістьма місяцями. У дослідженнях, присвячених робітникам, вона дійшла висновку, що промисловість може покращити ефективність і виробництво, а також життя працівників, оцінивши фактори розумової та фізичної втоми, пов'язані з виконанням різних завдань. Вона запропонувала базувати оплату на основі зусиль, необхідних для виконання роботи, як засіб вирівнювання заробітної плати за виконання різних завдань, а не базувати оплату на таких факторах, як стать. Після цього вона почала досліджувати дітей і те, як навчальні заклади можуть застосовувати наукові методи для покращення та оптимізації потенціалу своїх учнів.
У 1911 році Йотейко організувала і очолила Міжнародний Педологічний Конгрес, який проходив у Брюсселі. Наступного року вона створила та розробила навчальні програми для Міжнародного педагогічного факультету Брюсселя. Варія Кіпіані прийшла працювати на факультет лаборантом. Дізнавшись про роботу Йотейко, Марія Гжегожевська приїхала на навчання до Брюсселя у 1913 році. Йотейко, яка очолювала факультет до початку Першої світової війни, стала наставником Гжегожевської та значно впливала на її науковий розвиток. Дві жінки дружили та поважали спільні інтереси, і залишалися супутниками на все життя. Війна перервала її здатність продовжувати дослідження, і вона натомість звернулася до гуманітарної діяльності. Хоча вона заснувала Комітет допомоги полякам, які проживають у Бельгії, Йотейко покинула країну в 1915 році. Спочатку вона приєдналася до Гжегожевської в Лондоні, а незабаром вони разом переїхали до Парижа.
У 1916 році Йотейко була запрошена стати головою Колеж де Франс. Її призначення стало першим випадком, коли жінці дозволили читати лекції в закладі, якому 386 років. Вона прочитала першу лекцію 24 січня 1916 року. Також Йотейко почала читати лекції в Сорбонні, а в 1918 році читала лекції в Ліонському університеті. Вона була нагороджена премією Гагнера в 1916 році та премією Бельона в 1918 році, обидві від Французької академії наук; Премія Вернуа від Національної академії медицини в 1917 році та Велика премія «Сентур» від Колеж де Франс у 1918 році. Оскільки багато польських інтелектуалів і політичних діячів покинули країну, щоб уникнути програми германізації та русифікації протягом 123 років під час поділу Польщі, війна дала можливість польським громадянам відновити свою незалежну державу. Вигнані поляки почали збирати матеріали за кордоном, які їм знадобляться для розвитку інституцій у незалежній Польщі. У 1918 році вона разом з Гжегожевською заснувала Польську вчительську лігу (Ligue Polonaise d'Enseignement, Polska Liga Nauczania) з метою допомоги у зборі матеріалів з питань освіти та методики викладання.

### Повернення до Польщі
Не маючи можливості отримати роботу на повний робочий день, у 1919 році Йотейко повернулася у Польщу разом з Гжегожевською невдовзі після встановлення Польської Республіки. Вона подала заявку до Варшавського університету на посаду голови кафедри експериментальної психології, однак їй відмовили. Йотейко вважала, що відмова була викликана неповагою до жінок у польських наукових колах, а також тим фактом, що вона жила з жінками–партнерами. Гжегожевська, яка знайшла роботу в Міністерстві релігійних справ і громадської просвіти, щоб керувати розвитком спеціальної освіти для шкіл, установ і педагогів, допомогла Йотейко знайти роботу викладача у Національнальному педагогічному інституті (Państwowy Instytut Pedagogiczny) та Національному інституті глухих у Варшаві. Роком пізніше Йотейко запропонували завідувати кафедрою загальної та педагогічної психології інституту. Вона привезла з Брюсселя своє особисте лабораторне обладнання для створення майстерні Педагогічного інституту. Використовуючи різні інструменти, вона навчала своїх студентів вимірювати дрібну моторику, швидкість реакції на подразники та просторову орієнтацію, а також аналізувати психологічні результати таких іспитів, як інтелект Біне-Саймона, розумові здібності Отіса та Стенфордський навчальний тест.
У 1921 році Юзефа Йотейко приєдналася до редакційного комітету «Rocznik Pedagogiczny» (Педагогічного щорічника), а наступного року була призначена віце-головою Педагогічної комісії Міністерства духовних справ і народної просвіти. На той час у Польщі не існувало єдиного освітнього стандарту для шкільних систем, а наявні умови надавали перевагу старшим класам. Змінюючи систему загальної освіти, Йотейко запропонувала безкоштовне навчання для бідних та сільських учнів і систему стипендій для обдарованих студентів. На її думку, незалежно від матеріального становища учні повинні мати можливість вчитися, щоб суспільство отримало користь від їхньої освіти та навичок. Вона рекомендувала обов'язкове шкільне навчання для всіх учнів молодших за 14 років. А тести на здібності будуть використовуватися для визначення університетського або професійного шляху. Визнаючи, що рівень розвитку учнів змінювався з часом, вона пропонувала проводити другий тест на здібності у 18 років. Зазначаючи, що учні, які відвідують ремісничі школи, як правило, прикуті до певних професій, вона підкреслила, що всі вчителі повинні бути належним чином підготовлені для надання базової освіти, а також навчання професії. Це дало б змогу учням професійно–технічний навчальних закладів змінити напрямок своїх професійних спеціалізацій, а отже вони будуть більш кваліфікованими працівниками у майбутьньому.
У своєму прагненні демократизувати освіту та знищити класові упередження Йотейко виступала за спеціальні навчальні курси та заклади, які навчали б студентів з обмеженими можливостями. Вона наполягала на створенні шкіл, які відповідали б їхнім особливим потребам і дозволяли учням отримати максимальну освіту в умовах, що відповідають їхнім розумовим здібностям. Вона наполягала на тому, що школи мають бути світськими, вважаючи, що релігія є справою особистих уподобань, а її впровадження в освіту обмежує розвиток толерантності та співчуття до інших. Вона була переконана, що професійні радники принесуть користь школам. Йотейко наполягла на тому, щоб у кожному закладі освіти був психолог, який надавав би професійні поради та збирав би наукові дані про учнів з метою створення кращих методів і умов для навчання. Освітні стандарти були кодифіковані в статтях 117—120 польської конституції 1921 року та були змінені у 1926 році, хоча їхні ідеї були погано сприйняті багатьма польськими вчителями.
З 1922 року Йотейко читала лекції в Академії спеціальної освіти імені Марії Гжегожевскої у Варшаві, яку організувала Гжегожевська. Того року, а також у 1926 році вона очолювала польську делегацію на Міжнародному конгресі з морального виховання. З 1924 року вона працювала редактором у «Biuletyn Koła Psychologicznego» (Вісник психологічного гуртка). У 1926 році, через рік після закриття Педагогічного інституту, вона почала викладати у Вільному польському університеті, але не змогла проводити там дослідження, оскільки там не було лабораторії. Йотейко прочитала свою останню лекцію у Державному інституті спеціальної освіти у 1926 році та заснувала щоквартальник «Polskie Archiwum Psychologii» (Польський архів психології), виступаючи його редактором. Наступного року її призначили членом комітету Міністерства економіки та Ради з охорони праці Міністерства праці та соціального забезпечення. Також 1926 року вона здобула докторський ступінь на медичному факультеті Варшавського університету.

## Смерть і спадок

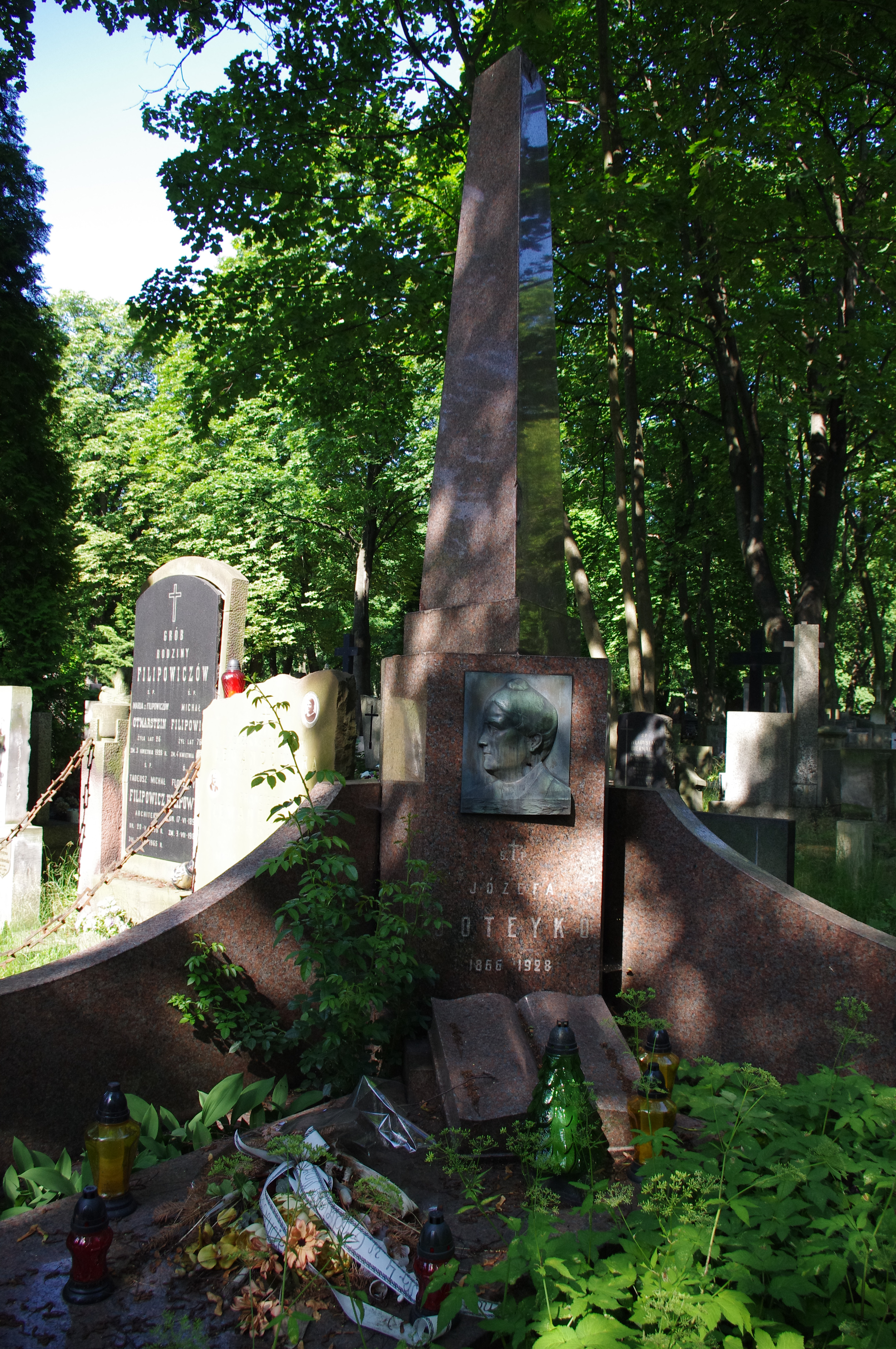
Могила Йотейка на Повонзькому цвинтарі

Наприкінці 1920–х років у Йотейко виникла хвороба серця, яка стала ще більш серйозною 1927 року. Її супутниця Марія Гжегожевська доглядала за нею під час її останньої хвороби. Вона померла 24 квітня 1928 року у Варшаві і була похована на Поаонзіківському цвинтарі. Її похоронну процесію очолювали перший маршал Польщі Юзеф Пілсудський і президент Ігнацій Мосцицький. На момент смерті Йотейко користувалася широкою повагою за свою працю і, поряд з Марією Кюрі, була одним із найбільш визнаних у світі польських учених. Її також пам'ятають як піонера освітньої реформи у Польщі. Її педагогічний підхід до реформи визнавав, що освіта включає турботу не лише про те, чого навчаються учні, але й про їхнє фізичне та психічне здоров'я, а також про належну підготовку педагогів, які сприяли та надихали навчання.
Йотейко опублікувала 262 праці та задишила збірку досліджень у рукописному вигляді. За життя вона була призначена членом Королівського товариства медичних і природничих наук у Брюсселі та Бельгійського неврологічного товариства в 1902 році, членом Асоціації французьких хіміків у 1903 році, а з 1904 року членом Польського філософського товариства у Львові. Вона стала почесним членом Академія фізики та хімії (Accademia di fisica e chimica) Палермо, а в останні роки свого життя працювала головою Польського товариства психотехніків (Polskie Towarzystwo Psychotechniczne). У початкова школа у Гродзиську–Мазовецькому, середня та старша школи, XI неповна середня та старша школа Юзефи Йотейко у Кракові, які носять її ім'я.